# Герцог де Лирия-и-Херика
Герцог де Ли́рия-и-Хе́рика (исп. Ducado de Liria y Jérica) — титул испанских грандов, созданный 13 декабря 1707 года королем Филиппом V для Хакобо Фитц-Джеймс Стюарта и Черчилля (Джеймса Фитц-Джеймса, 1-го герцога Бервика) (1670—1734), старшего внебрачного сына герцога Йоркского и Олбани (будущего короля Якова II Стюарта) и его любовницы Арабеллы Черчилль (сестры герцога Мальборо).
Название титула происходит от названий муниципалитетов Лирия (провинция Валенсия, автономное сообщество Валенсия) и Херика (провинция Кастельон, автономное сообщество Валенсия).

## Герцоги Лириа-и-Херика
|                            | Титул | Период                     |
| Креация создана Филиппом V | Креация создана Филиппом V | Креация создана Филиппом V |
| -------------------------- | --- | -------------------------- |
| I                          | Хакобо Фитц-Джеймс Стюарт и Черчилль (21 августа 1670 — 12 июня 1734), старший внебрачный сын герцога Йоркского и Олбани Якова Стюарта (будущего короля Англии Якова II Стюарта (1633—1701), и его фаворитки Арабеллы Черчилль (1648—1730) | 1707-1734                  |
| II                         | Хакобо Франсиско Фитц-Джеймс Стюарт и Бург (21 октября 1696 — 2 июня 1738), единственный сын предыдущего от первого брака | 1734-1738                  |
| III                        | Хакобо Франсиско Фитц-Джеймс Стюарт и Колон де Португаль (28 декабря 1718 — 30 сентября 1785), второй сын предыдущего | 1738-1785                  |
| IV                         | Карлос Бернардо Фитц-Джеймс Стюарт и Сильва (25 марта 1752 — 8 сентября 1787), единственный сын предыдущего | 1785-1787                  |
| V                          | Хакобо Фелипе Фитц-Джеймс Стюарт и цу Штольберг-Гедерн (23 февраля 1773 — 3 апреля 1794), единственный сын предыдущего | 1787-1794                  |
| VI                         | Хакобо Хосе Фитц-Джеймс Стюарт и Сильва (3 января 1792 — 5 января 1795), старший сын предыдущего | 1794-1795                  |
| VII                        | Карлос Мигель Фитц-Джеймс Стюарт и Сильва (19 мая 1794 — 7 октября 1835), второй сын Хакобо Фелипе Фитц-Джеймса Стюарта, 5-го герцога Лирия-и-Херики, младший брат предыдущего                                                             | 1795-1835                  |
| VIII                       | Хакобо Фитц-Джеймс и Вентимилья (3 июня 1821 — 10 июля 1881), старший сын предыдущего | 1835-1881                  |
| IX                         | Карлос Мария Стюарт Фитц-Джеймс и Палафокс Портокарреро (4 декабря 1849 — 15 октября 1901), единственный сын предыдущего | 1881-1901                  |
| X                          | Хакобо Фитц-Джеймс Стюарт и Фалько (17 октября 1878 — 24 сентября 1953), старший сын предыдущего | 1901-1953                  |
| XI                         | Мария дель Росарио Каэтана Альфонса Виктория Евгения Франциска Фитц-Джеймс-Стюарт-и-Сильва (28 марта 1926 — 20 ноября 2014), единственная дочь предыдущего                                                                                 | 1955-2014                  |
| XII                        | Карлос Фитц-Джеймс Стюарт и Мартинес де Ирухо (род. 2 октября 1948), старший сын предыдущей | 2014 — настоящее время     |